# Bużanka (obwód czerkaski)
Bużanka (ukr. Бужанка) – wieś na Ukrainie, w obwodzie czerkaskim, w rejonie zwinogródzkim. W 2001 liczyła 1963 mieszkańców, wśród których 1954 jako ojczysty język wskazało ukraiński, 6 rosyjski, 1 białoruski, a 2 inny.